# Sabijnse maagdenroof
De Sabijnse maagdenroof is een Romeinse mythe over de stichting van de stad Rome. Het verhaal over de massa-ontvoering van vrouwen is te vinden bij Titus Livius, Dionysios van Halikarnassos en Ploutarchos.

## Achtergrond
Romulus verspreidde de reputatie van Rome als toevluchtsoord voor iedereen die een nieuw leven wilde leiden. Daardoor trok Rome een bevolking van bannelingen, vluchtelingen, moordenaars, criminelen en gevluchte slaven aan. Romes bevolking groeide zo sterk dat de stad over vijf van de zeven heuvels rondom de stad uitgebreid werd: de Capitolijn, de Aventijn, de Coelius, de Quirinaal en de Palatijn. Romulus zag echter een probleem snel op zich afkomen. Terwijl de stad volliep met vreemdelingen, waren er maar weinig vrouwen bij, dus besloot Romulus dat hij zijn stad met meer vrouwen moest vullen.

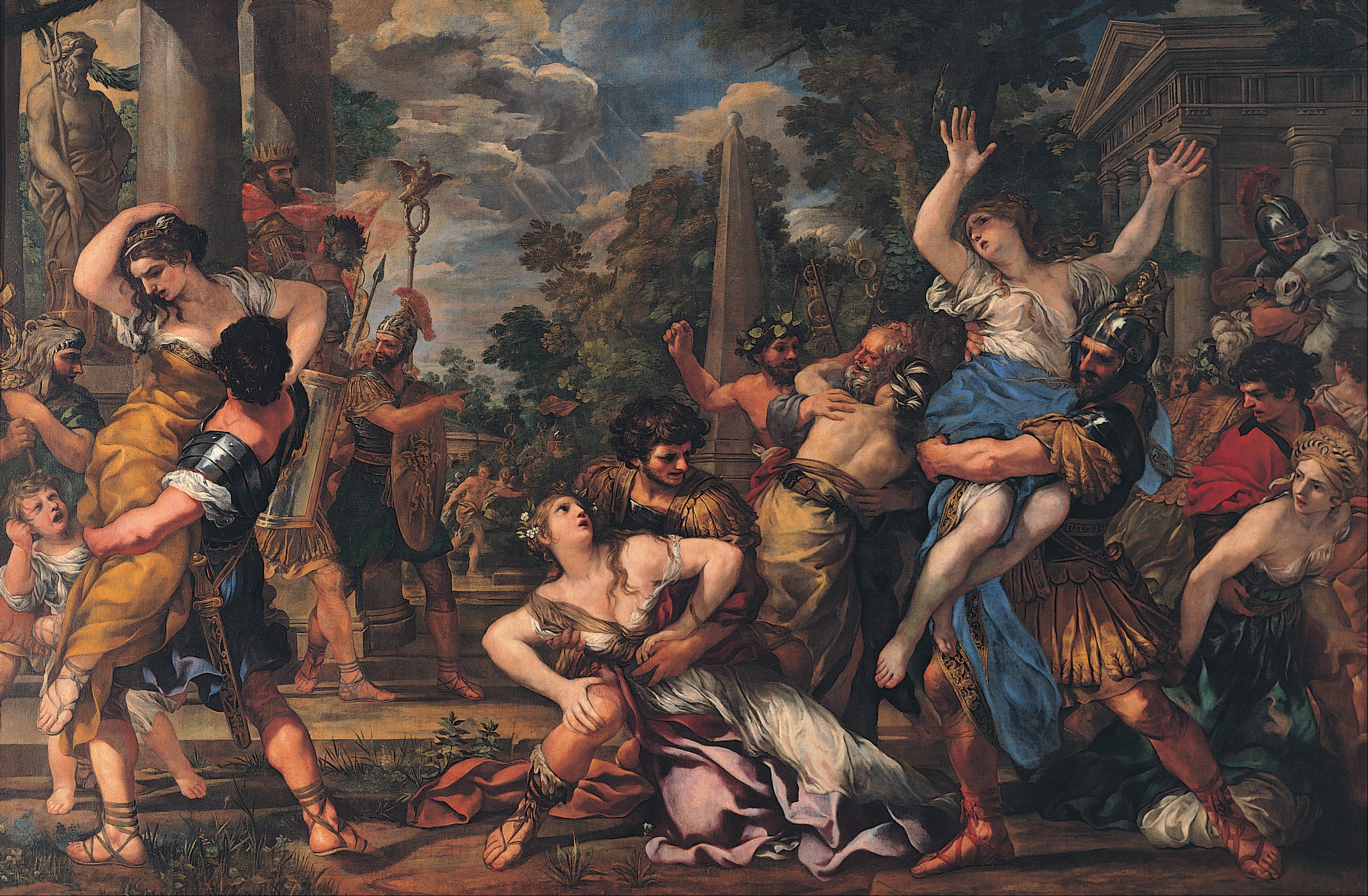
Sabijnse maagdenroof (Pietro da Cortona; rond 1630)

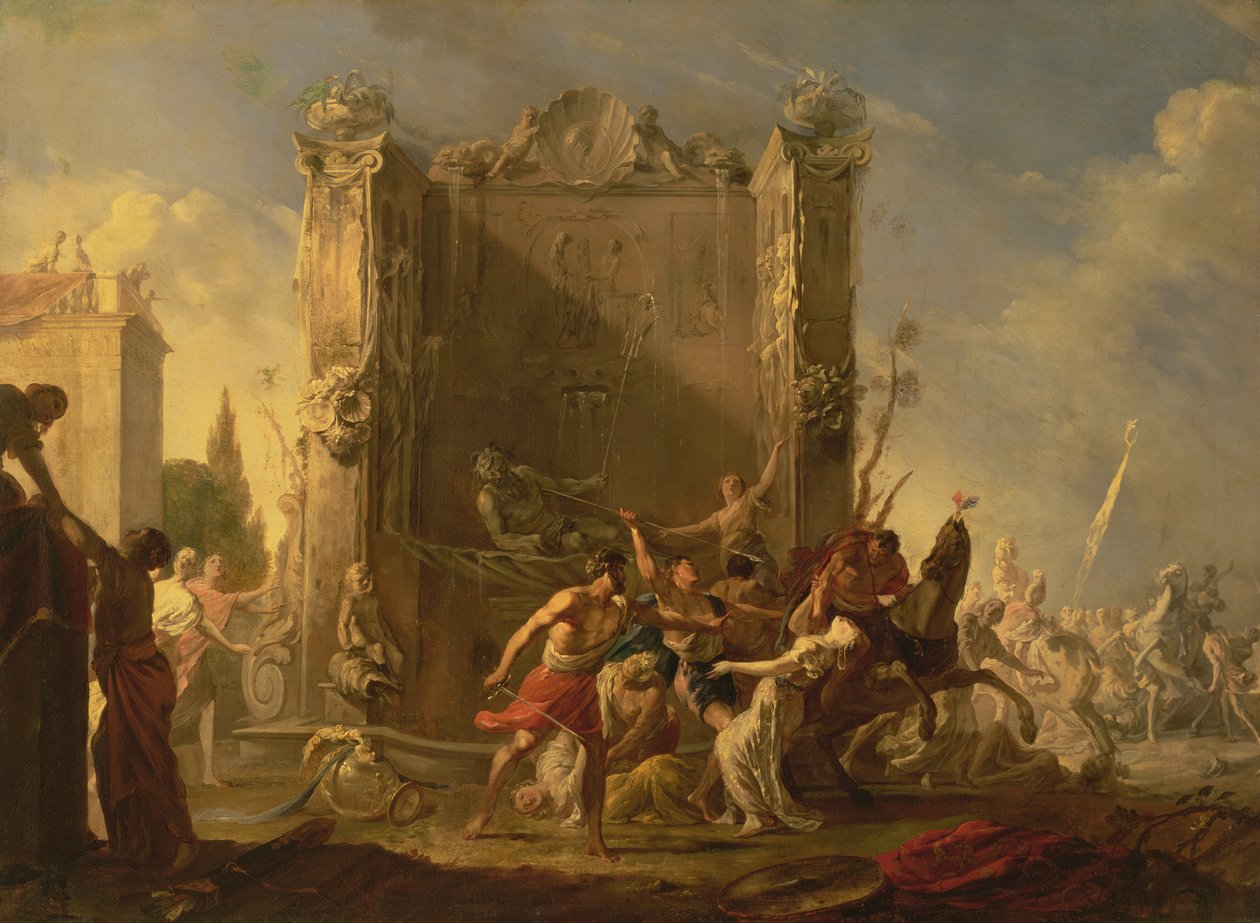
Sabijnse maagdenroof (Johann Heinrich Schönfeld; rond 1640)

## De Consualia

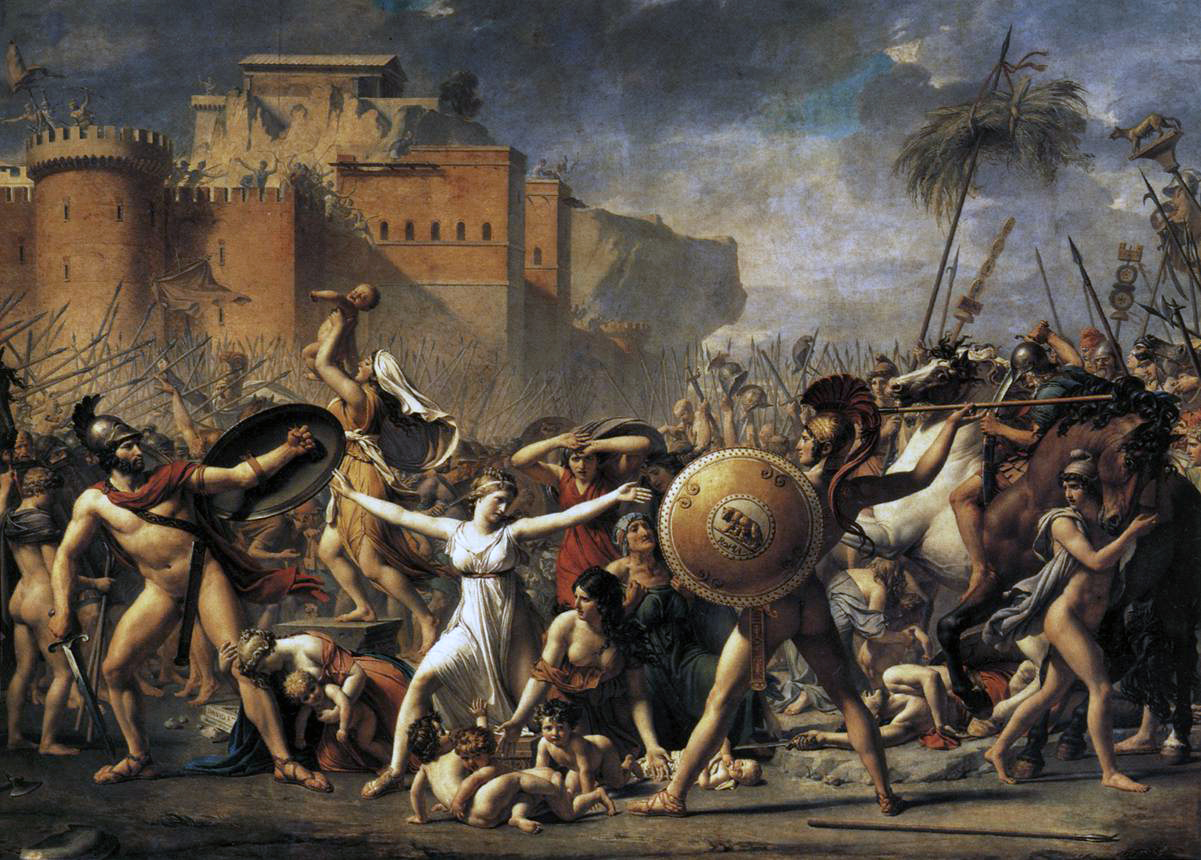
De Sabijnse vrouwen tussen de strijdende partijen (Jacques-Louis David; 18e eeuw)

Om dit probleem op te lossen hield Romulus spelen, de consualia ter ere van de god Consus, en nodigde de naburige Sabijnen uit als zijn gasten. De Sabijnen kwamen er massaal naartoe, en brachten hun dochters met zich mee. Romulus had het plan om de Sabijnse vrouwen te ontvoeren en mee te nemen naar Rome als zijn burgers. Toen de Sabijnen arriveerden zat Romulus tussen zijn senatoren, in oranje gekleed. Het signaal voor de aanval was dat hij zou opstaan, zijn mantel zou schikken en hem dan weer om zich heen zou slaan. Gewapend met zwaarden hielden vele van zijn volgelingen hun ogen strak op hem, en toen het signaal gegeven was, trokken de edelmannen hun zwaarden, renden al schreeuwend toe, en namen de dochters van de Sabijnen gevangen, maar stonden toe en stimuleerden zelfs dat de mannen ongedeerd ontsnapten. In totaal namen de Romeinen 683 Sabijnse vrouwen gevangen.

## Nasleep
De Sabijnen waren met afschuw vervuld door deze flagrante schending van de regels van gastvrijheid, en gingen terug om zich voor te bereiden op oorlog. Toen ze enige tijd later (minimaal negen maanden) terugkeerden om hun vrouwen met geweld terug te krijgen, troffen ze de Sabijnse vrouwen al in harmonie met hun nieuwe echtgenoten aan, velen reeds met kroost. De Sabijnse vrouwen stopten het gevecht voordat het begon door zich tussen de strijdende partijen op te stellen en verzoening te eisen. De Romeinen en de Sabijnen legden hun geschillen bij en de stad Rome kon verder blijven groeien.

## Conclusie
Volgens historici, waaronder Theodor Mommsen, is het hele verhaal gebaseerd op een mythe om de geschiedenis van Rome mooier voor te stellen dan ze is. In dat licht past ook de hele mythe rond Romulus en Remus, die zouden zijn gevoed door een wolvin, hierin. Ook in de 21ste eeuw zijn er echter nog vele inwoners van de stad die steevast blijven geloven in de echtheid van deze verhalen, getuige het enthousiasme waarop de stichting van de stad ieder jaar gevierd wordt op 21 april.